# Nomosz
| D24 |

| D24 |

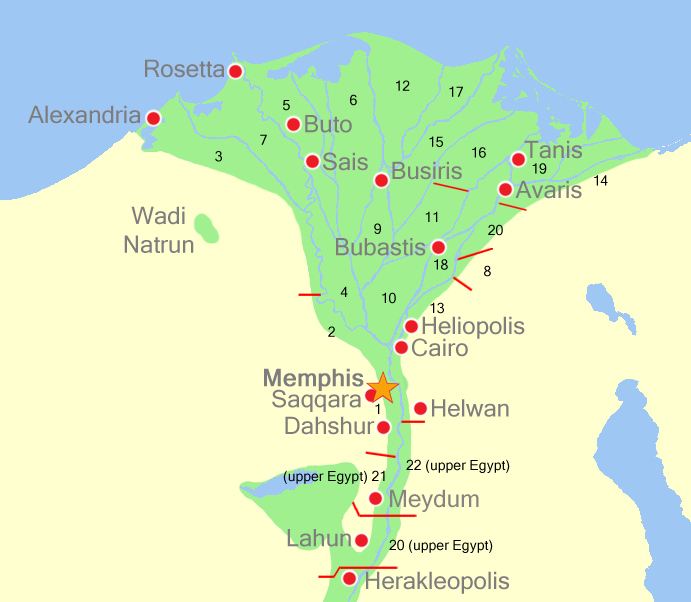
Alsó-Egyiptom nomoszai

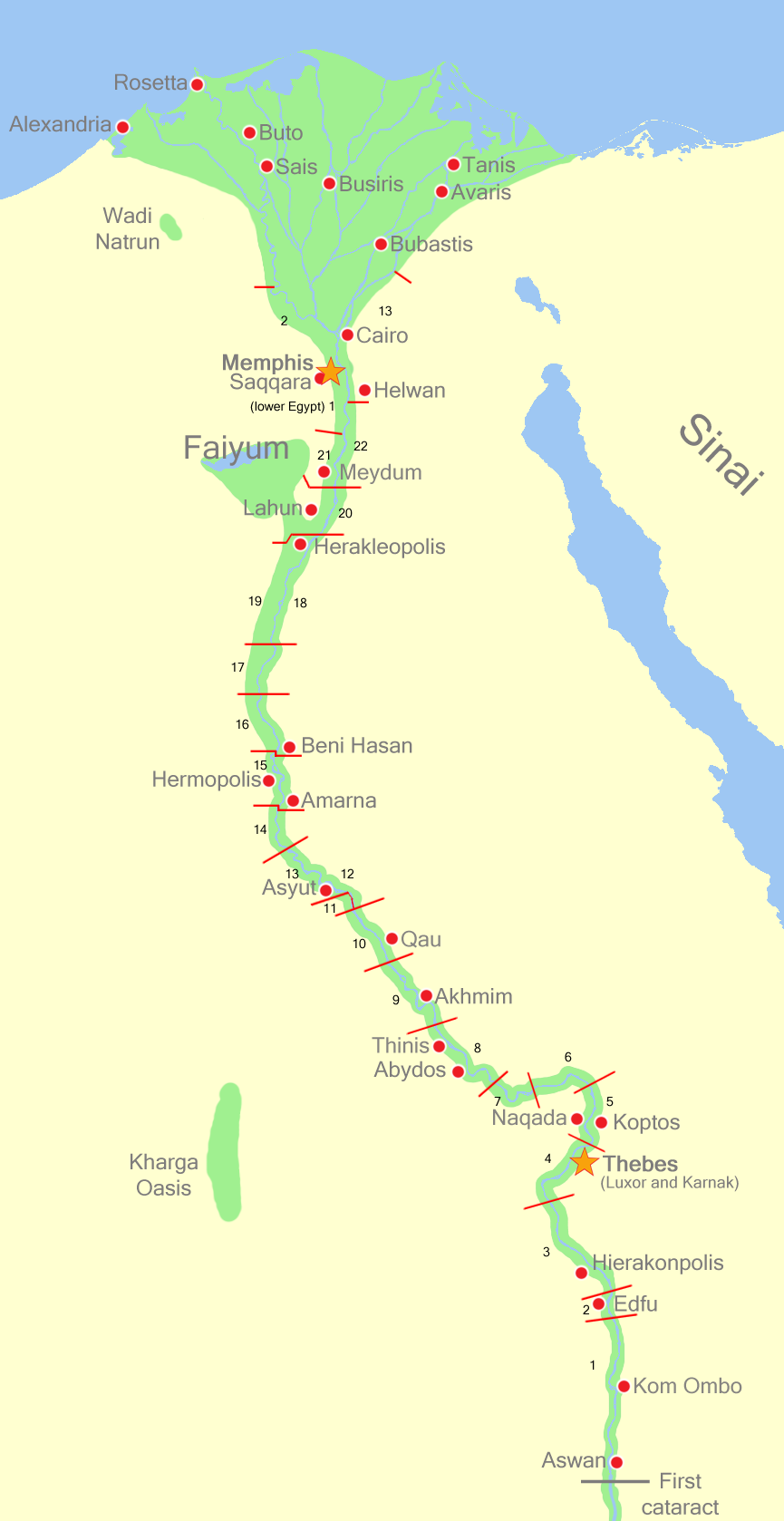
Felső-Egyiptom nomoszai

A nomosz közigazgatási egység volt az ókori Egyiptomban. Az országot összesen 42 nomoszra osztották, ebből huszonkettő volt Felső-, húsz Alsó-Egyiptomban. A beosztás nagyjából változatlanul maradt fenn háromezer éven át.
A nomosz kifejezés a görög Νομός, azaz 'kerület' szóból ered, és a ptolemaida korban terjedt el az óegyiptomi szepat (= határ) kifejezés helyett. A későbbi kutatók számára elérhetőbbek voltak a görög nyelvű feljegyzések, így a szakirodalomban nomoszként terjedt el. A nomosz élén a kormányzó (nomarkhész) állt.

## Története
Egyiptom nomoszokra való felosztása a predinasztikus korra vezethető vissza (i. e. 3100 előttre). Eredetileg önálló  városállamokként léteztek, a hagyomány szerint egyesítésüket Meni fejezte be. A nomoszok területe és rendje háromezer éven át meglepően stabil maradt: a deltabeli Khaszet és a felső-egyiptomi Khent nomoszt például már az V. dinasztia idejére datálható palermói kő említi, de az először csak később említettek (például Bubasztisz) közt is mindegyiket említik már az újbirodalom előtt. Még korábbi Nehen körzetének említése, amely az első átmeneti korban még mindig fontos szerepet játszott, és Anhtifi nomarkhész önálló katonai ereje döntőnek bizonyult néhány konfliktusban.
Alsó-Egyiptom húsz nomosza körül az első Memphisz és Szakkara (nagyjából a mai Kairó) környékén terült el, a többit nagyjából délről észak felé számozták, először a nyugatiakat, azután a keletieket.
Felső-Egyiptomot huszonkét nomoszra osztották, az első Egyiptom és Núbia határánál, az első kataraktánál (nagyjából a mai Asszuán környékén) terült el. Innen észak felé haladva számozták a nomoszokat; Uaszet (később Théba, ma Luxor) a negyedik, Ahet-Aton (ma el-Amarna) a tizennegyedik, Mejdúm a huszonegyedik nomoszban feküdt.
A nomosz élén a nomarkhész (kormányzó) állt. Pozíciója időnként örökletes volt, máskor a fáraó jelölte ki őket; utóbbi főként akkor volt jellemző, amikor a királyi hatalom erős volt, mikor azonban gyengült, az egyes nomoszok több függetlenségre tettek szert és a nomarkhészi poszt örökletessé vált. Az ilyen helyi uralkodók közti konfliktus gyakori volt például az első átmeneti korban, mikor a központi hatalom nagy mértékben meggyengült.
A nomoszok a görög-római korig fennmaradtak, kisebb változásokkal: egyes nomoszokat átneveztek, például a ptolemaidák Krokodilopolisz nomoszt Arszinoéra nevezték át, Hadrianus pedig új nomoszt hozott létre, Antinoopoliteszt, Antinoopolisz fővárossal. A római korban a nomoszok saját pénzt adtak ki, és megtartották fontosságukat egészen az adminisztráció Diocletianus és I. Constantinus alatt történt átszervezéséig.

## Nomoszok
| Felső-Egyiptom | Felső-Egyiptom            | Felső-Egyiptom             | Felső-Egyiptom          | Felső-Egyiptom              | Felső-Egyiptom                 |
| Száma          | Neve                      | Neve jelentése             | Főváros                 | Főváros görög neve          | Főváros mai neve               |
| -------------- | ------------------------- | -------------------------- | ----------------------- | --------------------------- | ------------------------------ |
| 1              | Ta-Szeti                  | Az íj földje               | Abu                     | Elephantiné                 | Asszuán                        |
| 2              | Wetjesz-Hór               | Hórusz trónja              | Dzseba                  | Apollónopolisz Magna        | Edfu                           |
| 3              | Ten (Nehen)               | Szentély                   | Nehen                   | Hierakónpolisz              | el-Kóm el-Ahmar                |
| 4              | Uaszet                    | Jogar                      | Niut-reszit/Uaszet      | Théba                       | Karnak                         |
| 5              | Herui                     | Két sólyom                 | Gebtu/Kubti             | Koptosz                     | Kift                           |
| 6              | Meszeh (Iker)             | Krokodil                   | Junet/Tantere           | Tentüra                     | Dendera                        |
| 7              | Szeses                    | Szisztrum                  | Szeses                  | Dioszpolisz Parva           | Hu                             |
| 8              | Ta-wer                    | Nagy föld                  | Tjeni                   | Thinisz                     |                                |
| 9              | Min                       | Min                        | Apu/Henmin              | Panopolisz                  | Ahmím                          |
| 10             | Uadzset                   | Kobra                      | Dzsuka/Tjebu            | Aphroditopolisz             | Ifteh                          |
| 11             | Széth (Sa)                | Széth állata               | Saszhotep               | Hüpszelisz                  | Sutb                           |
| 12             | Dzsu-fet                  | Viperahegy                 | Hut-Szehem-Szenuszert   | Antaeopolisz                | Kau al-Kebír                   |
| 13             | Nedzsefet-Hentet          | Felső-szikomorfa és vipera | Szauti                  | Lükopolisz                  | Aszjút                         |
| 14             | Nedzsefet-Pehet           | Alsó-szikomorfa és vipera  | Keszi                   | Kuszae                      | Kuszijja                       |
| 15             | Wenet                     | Vadnyúl                    | Hemenu                  | Hermopolisz Magna           | el-Asmúnein                    |
| 16             | Ma-hedzs                  | Kardszarvú antilop         | Hebenu (?)              |                             | el-Kóm el-Ahmar                |
| 17             | Anpu                      | Anubisz                    | Szaka                   | Künopolisz                  | Kajsz                          |
| 18             | Nemti (Szep)              | Széth                      | Teudjoi / Hutneszut     | Alabasztronopolisz          | el-Hiba                        |
| 19             | Wabui                     | Két jogar                  | Per-Medzsed             | Oxyrhynchus                 | el-Bahnasza                    |
| 20             | N'aret-hentet (Atef-hent  | Déli szikomor              | Henen-neszut/Hahninszu  | Hérakleopolisz Magna        | Ihnászijja al-Madína           |
| 21             | N'aret-pehtet (Atef-pehu) | Északi szikomor            | Senakhen / Szemenuhor   | Krokodilopolisz, Arszinoé   | Madínat al-Fajjúm              |
| 22             | Medenit (Maten)           | Kés                        | Tepihu                  | Aphroditopolisz             | Atfíh                          |
| Alsó-Egyiptom  |                           |                            |                         |                             |                                |
| Szám           | Név                       | Neve jelentése             | Főváros                 | Főváros görög neve          | Főváros mai neve               |
| 1              | Inebu-hedzs               | Fehér falak                | Inebu-hedzs / Men-nefer | Memphisz                    | Mít Rahína                     |
| 2              | Henszu (Hepes)            | Tehéncomb                  | Khem/Szehem             | Létopolisz                  | Auszím                         |
| 3              | Amentet                   | Nyugat                     | Imu                     |                             | Kóm el-Hiszn                   |
| 4              | Szap-resz (Nit-reszet)    | Déli pajzs                 | Ptkheka                 | Tanta                       |                                |
| 5              | Szap-meh (Nit-mehtet)     | Északi pajzs               | Zau                     | Szaisz                      | Sza l-Hagar                    |
| 6              | Haszet (Haszu)            | Hegyi bika                 | Khaszu                  | Xoisz                       | Szaha                          |
| 7              | Hui-gesz Amenti           | Nyugati szigony            |                         | Hermopolisz Parva, Metelisz | Damanhúr                       |
| 8              | Hui-gesz Aabti            | Keleti szigony             | Tjeku / Per-Atum        | Heroonpolisz, Pithom        | Tell al-Maszhúta               |
| 9              | Andzseti                  | Andzseti                   | Dzsed                   | Buszirisz                   | Abu Szir Bána                  |
| 10             | Ka-kem (Kem-wer)          | Fekete bika                | Hut-heri-ib             | Athribisz                   | Banha (Tell Atrib)             |
| 11             | Ka-heszebu                | Heszeb bika                | Taremu                  | Leontopolisz                | Tell al-Mukdam                 |
| 12             | Tjeb-ka (Tjeb-netjer)     | Tehén és borjú             | Tjebnetjer              | Szebennütosz                | Szamannúd                      |
| 13             | Hek-Aat (Heka-Redzs)      | Hatalmas jogar             | Iunu                    | Héliopolisz                 | al-Matarijja (Kairó külvárosa) |
| 14             | Henti-abet                | Legkeletibb                | Tjaru/Dzsanet           | Szile, Tanisz               | Tell Abu Szefa                 |
| 15             | Dzsehuti (Tehut)          | Íbisz                      | Ba'h / Weprehui         | Hermopolisz Parva           | Baklijja                       |
| 16             | Hatmehit (Ha)             | Halak közt első            | Dzsedet                 | Mendész                     | Tell ar-Rub                    |
| 17             | Behdet (Szemabehdet)      | A trón                     | Szemabehdet             | Dioszpolisz Inferior        | Tell el-Balámún                |
| 18             | Amti-Henti                | Dél fejedelme              | Per-Basztet             | Bubasztisz                  | Tell Baszta (Zagázíg mellett)  |
| 19             | Amti-Pehu                 | Észak fejedelme            | Dzsanet                 | Leontopolisz, Tanisz        | Tell Nebesa vagy Szán al-Hagar |
| 20             | Szopdzsu                  | Tollas sólyom              | Per-Szopdu              |                             | Szaft al-Henna                 |